# مت فلین
مت فلین (انگلیسی: Matt Flynn؛ زادهٔ ۲۳ مهٔ ۱۹۷۰) طبل‌زن اهل ایالات متحده آمریکا است. وی از سال ۱۹۹۸ میلادی تاکنون مشغول فعالیت بوده است.